# Svetovna poštna zveza
Svetovna poštna zveza (kratica: UPU) (fran: Union postale universelle, ang: Universal Postal Union), je specializirana agencija OZN za sodelovanje v poštnem sektorju, mednarodna organizacija, ki koordinira poštno politiko med državami članicami in s tem po vsem svetu nadzoruje in usmerja poštni sistem. Vsaka država članica (med njimi je od 27. februarja 1992 tudi Slovenija), se s pristopom strinja z enakimi pogoji opravljanja mednarodnih poštnih storitev. Sedež Svetovne poštne zveze se nahaja v Bernu v Švici.

## Zgodovina
Leta 1863 je tedanji poštni minister ZDA, general Montgomery Blair v Parizu sklical mednarodno konferenco, ki se jo je udeležilo petnajst delegatov iz evropskih in ameriških držav. Ti so sprejeli vrsto sporazumov za spodbujanje mednarodnega poštnega prometa, vendar se niso uspeli dogovoriti o ustanovitvi mednarodne poštne organizacije.
Heinrich von Stefan, višji poštni uradnik Severnonemške konfederacije, je podpiral vzpostavitev tovrstne mednarodne organizacije in s prizadevanjem uspel prepričati švicarsko vlado v Bernu, da je 15. septembra 1874 organizirala konferenco, na kateri so sodelovali delegati iz 22 držav. Ti so 9. oktobra 1874 ustanovili Svetovno poštno zvezo. Prvo ime organizacije je bila generalna poštna zveza, na naslednjem zasedanju skupščine, leta 1878, pa so organizacijo preimenovali v Svetovno poštno zvezo.

### Svetovna poštna zveza v OZN
Svetovna poštna zveza (UPU) je postala del Organizacije združenih narodov (OZN) leta 1948. Od tedaj je vključena v sistem OZN kot specializirana agencija, kar pomeni, da deluje v okviru OZN, vendar ohranja določeno stopnjo neodvisnosti pri izvajanju svojih nalog.

### Svetovni dan pošte
9. oktobra 2024 tudi v Sloveniji obeležujemo svetovni dan pošte, ki ima poseben pomen, saj praznujemo 150-letnico ustanovitve Svetovne poštne zveze (UPU). Ta organizacija, ki je bila ustanovljena leta 1874, velja za drugo najstarejšo mednarodno organizacijo na svetu in združuje približno 680.000 poštnih poslovalnic po vsem svetu.

## Filatelija
Vsaka država članica izdaja svoje poštne znamke z imenom in logotipom Svetovne poštne zveze.